# Calle de Hernani (Madrid)
La calle de Hernani es una vía pública de la ciudad española de Madrid, situada en el barrio de Cuatro Caminos, distrito de Tetuán.

## Descripción
La vía discurre desde la calle de Bravo Murillo hasta la de Orense. Con el título, recuerda a la localidad guipuzcoana de Hernani, por su resistencia durante la tercera guerra carlista. Aparece descrita en Las calles de Madrid (1889) de Hilario Peñasco de la Puente y Carlos Cambronero con las siguientes palabras:

Hernani. Comienza en la calle del Orden y termina en el campo. Es de apertura moderna. La villa de Hernani adquirió honoso timbre de gloria á mediados de Mayo de 1874 con la heroica defensa de sus habitantes, que soportaron un horrible bombardeo, por espacio de tres días, sin llegar á rendirse, y obligando á las tropas carlistas á que abandonaran el sitio y se retiraran con sensibles pérdidas.
(Peñasco de la Puente y Cambronero, 1889, pp. 253-254)